# NGC 1875
NGC 1875 (również PGC 17171 lub HCG 34A) – galaktyka eliptyczna (E-S0), znajdująca się w gwiazdozbiorze Oriona. Odkrył ją Albert Marth 18 listopada 1863 roku. Wchodzi w skład grupy galaktyk skatalogowanej jako Arp 327 w Atlasie Osobliwych Galaktyk i Hickson 34 (HCG 34) w katalogu Paula Hicksona.